# Augusto Rostagni
Augusto Rostagni (* 17. September 1892 in Cuneo; † 21. August 1961 in Muzzano) war ein italienischer Altphilologe.
Rostagni begann 1911 ein Studium der Alten Geschichte und Klassischen Philologie an der Universität Turin. Zu seinen akademischen Lehrern gehörten Gaetano De Sanctis, Ettore Stampini und Vittorio Ciàn. Nach dem Studienabschluss war er von 1920 bis 1923 zunächst Gymnasiallehrer in Bra. 1923 wurde er libero docente für Griechische Literatur in Turin. 1925 wechselte er als Professor für Griechische Literatur zunächst an die Universität Cagliari, dann an die Universität Padua, 1926 an die Universität Bologna und 1928 zurück nach Turin, wo er zunächst Professor für Vergleichende Literaturwissenschaft mit einem Schwerpunkt auf der antiken Literatur und ab 1930 Professor für Lateinische Literatur war. Rostagni war Mitglied der Accademia delle Scienze di Torino und seit 1955 der Accademia dei Lincei.
Rostagni forschte vorrangig zu literaturtheoretischen Themen. Insbesondere die antike Ästhetik und Poetik hatten es ihm angetan, darüber hinaus die hellenistische Dichtung sowie die griechisch-römische Religionsgeschichte. Er gilt als der bedeutendste Vertreter des Idealismus der italienischen Altertumswissenschaften in der ersten Hälfte des 20. Jahrhunderts. Er lehnte eine positivistische wie auch die rein rhetorisch-antiquarische Betrachtung der Antike ab. Seine Arbeiten bewiesen die Originalität der lateinischen Literatur gegenüber der altgriechischen Dichtung, ebenso den ästhetischen Wert der Dichtung des Hellenismus, beides Bereiche, die bis dahin oft als minder bedeutend angesehen wurden. Mit Gaetano De Sanctis begründete er 1923 die Rivista di Filologia e di Istruzione Classica è una rivista letteraria di studi classico, die er fast 40 Jahre lang bis zu seinem Tod herausgab. Er stand in Konkurrenz zu Giorgio Pasquali, der letztlich eine größere Wirkung und Nachwirkung entfaltete als Rostagni. Zu seinen akademischen Schülern gehörte Adolfo Sarti.

## Publikationen
- Storia della letteratura latina. UTET, Turin 1949–52.
- Virgilio minore. Edizioni di Storia e Letteratura, Rom 1961.
- Aristotele - Poetica. Introduzione, testo e commento di Augusto Rostagni. 2. Auflage, Chiantore, Turin 1945.